# Påfågeln (biograf)

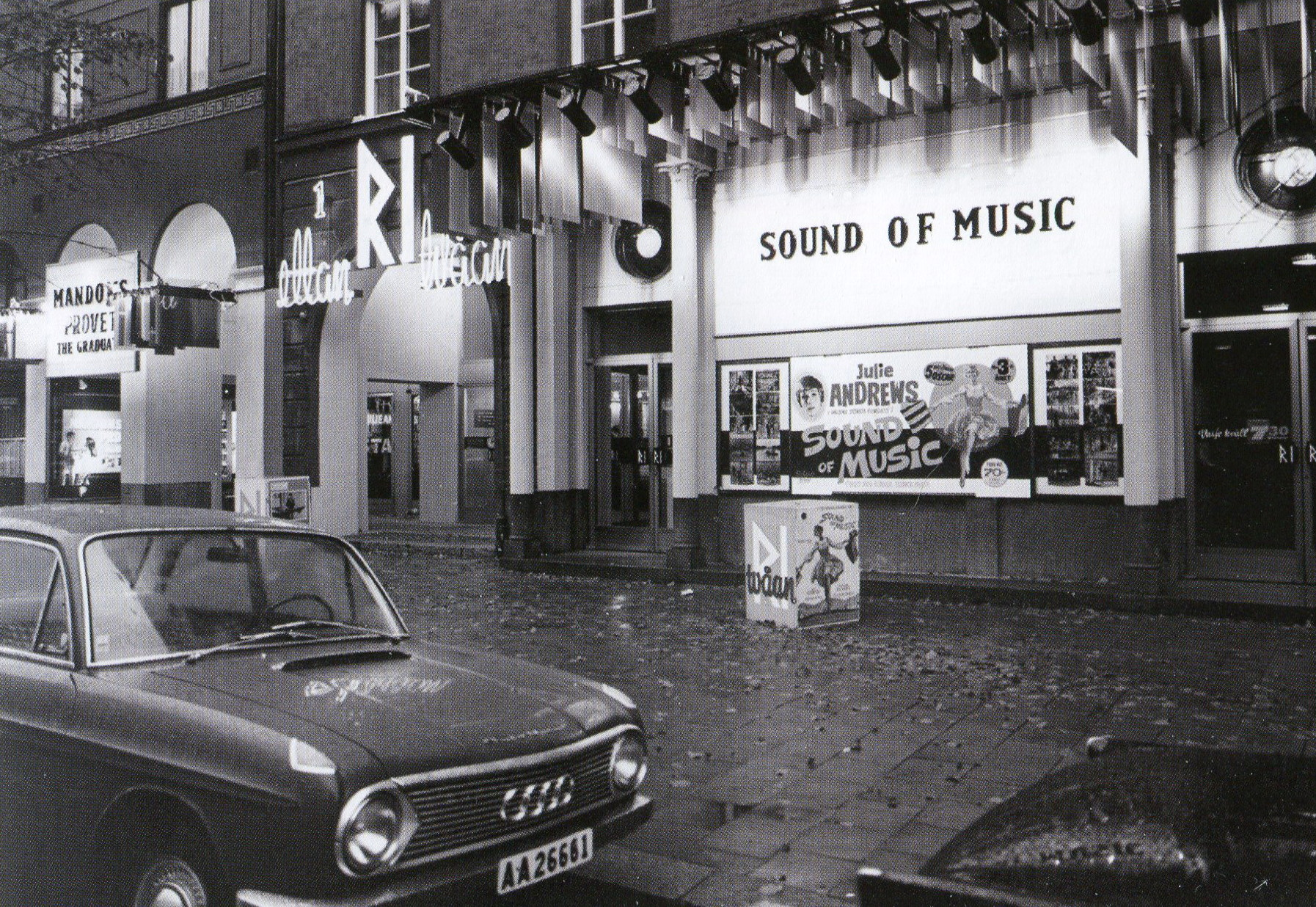
Ri-ettan (till vänster) och Ri-tvåan.

Påfågeln var en biograf vid Sankt Eriksgatan 84 (f.d. 86) i Vasastan, Stockholm. Senare namn var Ri-ettan. Biografen öppnade 1927 och stängde 1986.

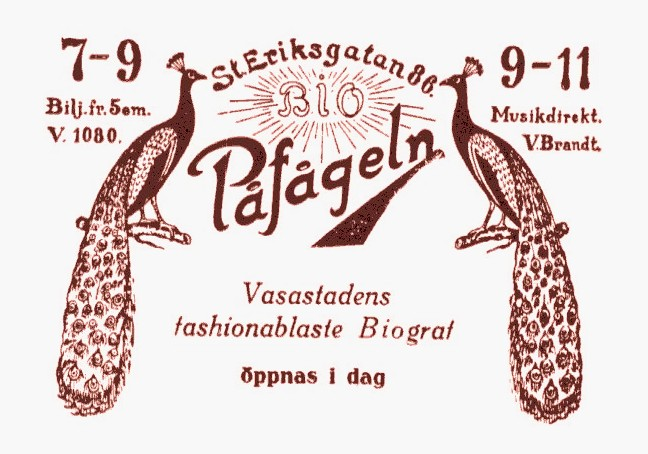
Annons på öppningsdagen, oktober 1927.

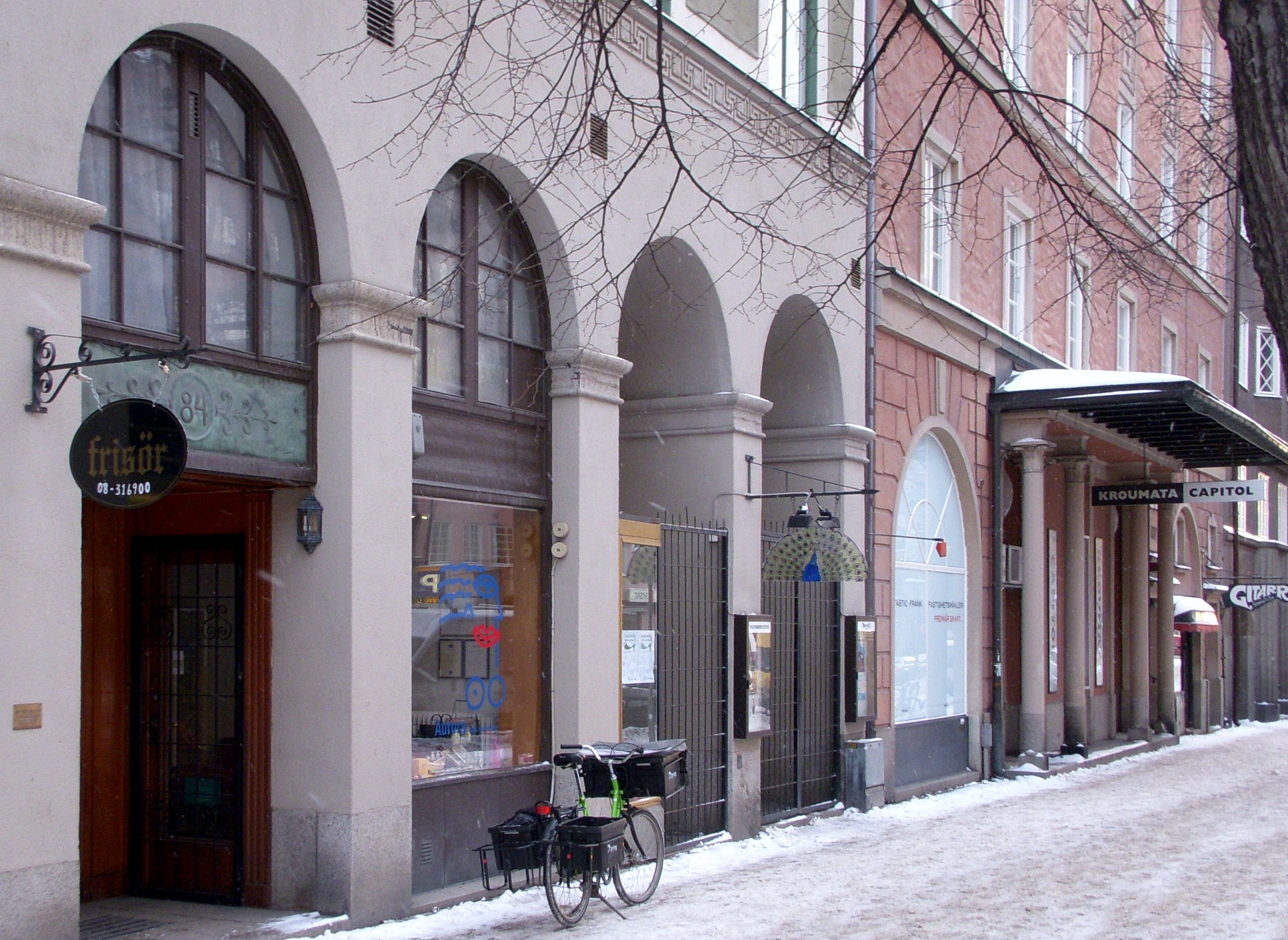
Entrén till Påfågeln i november 2010.

Påfågeln fanns i en nyuppförd fastighet inte långt från Sankt Eriksplan. Den blev granne till biografen Capitol som öppnade ett år tidigare. Påfågeln var den mindre filmteatern av de båda och hade 300 platser (Capitol hade 639). Biografen lanserades som “en förnäm familjebiograf” och tidningsannonsen på öppningsdagen den 24 oktober 1927 talade om “Vasastadens fashionablaste Biograf”.  Den invändiga gestaltningen var påkostad med guldfärg och stuck, ansvarig arkitekt var Fredrik Lidvall. Salongens väggar var klädda med pilastrar av trä, fälten däremellan hade sidentapeter. 
I slutet av 1930-talet blev Europafilm delägare i Påfågeln. 1945 renoverades biografen och fick en delvis ny inredning. I juni 1960 stängde Påfågeln och lokalen användes under åtta år som bland annat möbellager.  I oktober uppstod en ny biograf under namnet Ri-ettan som tillhörde Ri-Teatrarna, den blev då tillsammans med Ri-tvåan (före detta Capitol/Ribo) en sorts tidig multibiograf. Biograferna var på intet sätt sammanbyggda, men delade gemensam biljettkassa. Antal platser hade nu minskad till 238. 
År 1983 övertogs Ri-Teatrarna av Europa Film som i sin tur svaldes av Svensk Filmindustri 1984. "Ri-tvåan" stängdes 1985 och året därpå lades även "Ri-ettan" ner. Lokalen övertogs av Nya Mimteatern. Sedan 1994 finns där "Teater Påfågeln" med Pantomimteatern och Mittiprickteatern.